# ドン・マクリーン

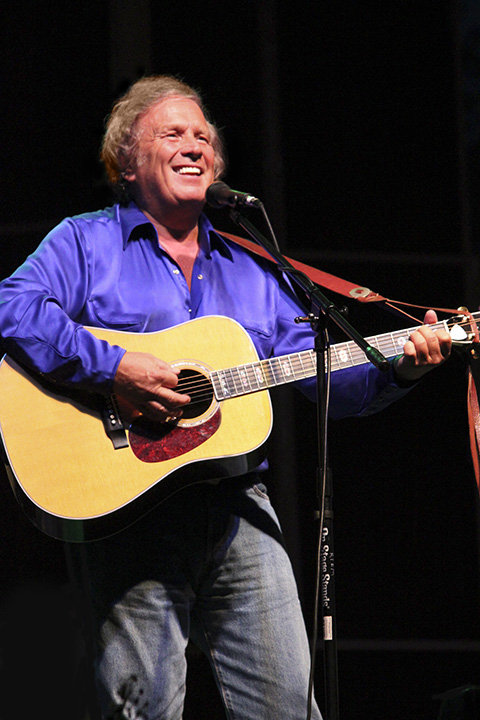
ドン・マクリーン（2009年）

ドン・マクリーン（Don McLean、1945年10月2日 - ）は、アメリカ合衆国のシンガーソングライター。ニューヨーク州ニューロッシェル出身。

## 音楽活動
ドンは、十代のころにフォーク・ミュージックに魅かれ、ウィーバーズなどのファンになった。やがて彼はプロとしてデビューし、1972年に大ヒットを放つ。

### American Pie
「アメリカン・パイ」は1971年に発表された8分30秒の大作。アメリカのロック創世期に活躍したバディ・ホリー、リッチー・バレンズ、ザ・ビッグ・ボッパーなどが犠牲になった飛行機事故を題材にした曲である（曲中で繰り返される「音楽が死んだ日（The Day the Music Died）」は、飛行機事故の当日をさしている）。
「アメリカン・パイ」は、複雑な内容の歌詞から、さまざまな分析がなされている。

### Vincent
1972年発表。オランダ出身の画家、フィンセント・ファン・ゴッホにささげられた曲。ゴッホの伝記を読んだ1971年に書かれたという。「Starry Starry Night」という歌詞で始まるが、これはゴッホの「The Starry Night（邦題：星月夜）」という絵に由来する。同曲もアメリカン・パイと同様に、人気の高い曲である。ドンは、1972年の大活躍の後しばらくシーンから注目されなくなったが、アルバムは地道に発表し続けていた。1980年代に入ってから彼は、1981年に「クライング」大ヒットを出した。この曲は、彼にとってひさびさのヒットとなった。さらに「キャッスル・イン・ジ・エア」もアメリカでスマッシュ・ヒットとなった。

## ディスコグラフィー
- アルバム
- Tapestry（1970）
- American Pie（1971）
- Don McLean（1972）
- Playin' Favorites（1973）
- Homeless Brother（1974）
- Solo（1976）（LIVE）
- Prime Time（1977）
- Chain Lightning（1978）
- Believers（1981）
- Dominion（1982）（LIVE）
- For The Memories I & II（1986-7）
- Love Tracks（1987）
- And I Love You So（1989）（UK release）
- Headroom（1990）
- Christmas（1991）
- Favourites and Rarities（1993）
- The River of Love（1995）
- Christmas Dreams（1997）
- Don McLean Sings Marty Robbins（2001）
- Starry Starry Night（2001）（Live）
- You've Got To Share（2003）（"The Kid's Album"）
- The Western Album（2003）
- Christmastime!（2004）（collects Christmas & Christmas Dreams）
- Rearview Mirror（2005）